# 诃黎王朝
诃黎王朝（Haryanka dynasty），亦被译为“曷利昂伽王朝”，是古印度摩揭陀国在前7世纪至约前413年的王朝，由统治者为诃黎族人而得名。建立之初定都于王舍城，优陀夷时期迁都至华氏城。这一时期的摩揭陀国吞并了鸯伽、跋耆、拘萨罗、迦尸等国，为后来统一印度奠定了基础。

## 世系
诃黎王朝历经200余年，共经历了10位君主。第五位君主频毗娑罗是第一个完全可考证的国王。
- 巴哈蒂亚（Bhattiya，斯里兰卡《大史》所记载的频毗娑罗之父）[2]
- 频毗娑罗（前544年～前492年）
- 阿阇世（前492年～前460年）
- 优陀夷
- 阿兔楼陀
- 文荼（优陀夷、阿兔楼陀与文荼合在一起为前460年～前440年）
- 那伽都沙迦（前437年～前413年）

在《往世书》中载有另一份可信度不高的世系表，将诃黎王朝和幼龙王朝认为是同一个王朝。悉输那伽在前王朝被推翻后，被贵族选举为新的统治者，建立了自己的王朝。按这一说法，频毗娑罗之前的四位君主是：
- 悉输那伽 （约前684年－？）
- 黑阿育王
- 差摩达摩
- 刹多罗乌阇

## 相关资料
- 斯里兰卡《大史》及《大史义疏》
- 《往世书》